# Hartshill Castle
Hartshill Castle var en fæstning fra 1100-tallet i landsbyen Hartshill i udkanten af Nuneaton i Warwickshire i England.
I 1086 i Domesday Book nævnes Hartshill som Ardreshill - med 13 familier.
Den blev opført som en motte and bailey-fæstning af Hugh de Hardreshull i 1125. Robert de Hartshill og Simon de Montford blev dræbt i Slaget ved Evesham i 1265, og herefter ophørte brugen af borgen. I 1330 blev den genopført af John de Hardreshull.
I tudortiden blev der bygget en herregård i bindingsværk i det ene hjørne. Inden slaget ved Bosworth overnattede Henrik 7. her. Ved udbruddet af krigen gik den i forfald.
I dag er den eneste rest en skorsten. Jordvoldene omkring borgen findes stadig. Ligeledes eksisterer dele af voldgraven endnu. Området er privat.